# Trichotrimicra hirtipennis
Trichotrimicra hirtipennis är en tvåvingeart som först beskrevs av Alexander 1921.  Trichotrimicra hirtipennis ingår i släktet Trichotrimicra och familjen småharkrankar. Inga underarter finns listade i Catalogue of Life.